# Мила
Мила (њем. Mihla) општина је у њемачкој савезној држави Тирингија. Једно је од 61 општинског средишта округа Вартбург. Према процјени из 2010. у општини је живјело 2.283 становника. Посједује регионалну шифру (AGS) 16063055.

## Географски и демографски подаци
Мила се налази у савезној држави Тирингија у округу Вартбург. Општина се налази на надморској висини од 200 метара. Површина општине износи 31,6 km². У самом мјесту је, према процјени из 2010. године, живјело 2.283 становника. Просјечна густина становништва износи 72 становника/km².